# Johanneskerk (Freiburg im Breisgau)
De Johanneskerk (Johanneskirche) is een katholieke kerk in het Duitse Freiburg im Breisgau. Het kerkgebouw is gelegen aan de Günterstalstraße/hoek Basler Straße in het stadsdeel Wiehre.

## Geschiedenis
Nadat Wiehre in 1825 toegevoegd werd aan Freiburg nam de bouwactiviteit in het gebied snel toe. Binnen enkele decennia steeg het inwonertal met sprongen en al snel was de kleine barokke Sint-Cyriakus-en-Perpetuakerk veel te klein. Daarom besloot men in 1889 tot de nieuwbouw van een kerk. De opdrachtgever was het onder het Ministerie van Financiële Zaken van het Groothertogdom Baden vallende Domeinenbestuur. De opdracht werd gegeven aan de architect Joseph Durm. Zijn eerste ontwerp werd door het ministerie echter afgekeurd omdat het te kostbaar werd. Om de vereiste zitplaatsen voor het aantal gelovigen op een geringer oppervlak te kunnen realiseren, eiste het ministerie de toepassing van galerijen in de kerk. Zowel het kerkbestuur als Joseph Durm wezen deze eis af. Galerijen golden als uitermate geschikt voor protestantse preekkerken, maar voor het bijwonen van katholieke missen waren dergelijke galerijen ongeschikt. Uiteindelijk trokken de architect en het kerkbestuur aan het kortste eind en Durm moest vervolgens een nieuw ontwerp in romaans-vroeggotische stijl presenteren. Dit ontwerp stuitte nu op bezwaren van de stadsraad en voor een derde maal moest Durm het ontwerp wijzigen. Durm wijzigde het ontwerp zodanig, dat hij de romaanse stijlvormen sterker benadrukte. De architect gaf de torens massievere vormen en hij verhoogde ze later met nog een verdieping. Hiermee kwam hij tegemoet aan de wens van de burgemeester die de expanderende stad Freiburg met torens wilde onderscheiden.

## Beschrijving
Met de bouw werd in 1894 op een stuk bouwgrond in de buurt van de rivier de Dreisam begonnen. De bouw eindigde met de kerkwijding in 1899.
Het bouwwerk werd in rode zandsteen uitgevoerd en draagt typische kenmerken van de neoromaanse architectuur met elementen van de laatromaanse kerkbouw. In tegenstelling tot oude kerken heeft de kerk geen oostelijke oriëntatie, het altaar staat in het westen. De façade met een halve achthoekige voorbouw wordt geflankeerd door twee, circa 60 meter hoge, torens met zeer steile spitsen. De Talstraße biedt een lange zichtas op het kerkgebouw.
Om de bouwgrond voor een kerk met 900 plaatsen maximaal te benutten, kreeg de kerk een breed middenschip van 11 meter en twee zijschepen van elk 3,5 meter met galerijen. De lengte van het bouwwerk bedraagt 74,30 meter. De viering op de kruising van middenschip en transept heeft een diameter van 16,80 meter.
De architect gebruikte de dom van Bamberg als voorbeeld van de nieuwe kerk. De kerk toont met de twee torens en de ingangsapsis aan de voorzijde vanuit het oosten inderdaad overeenkomsten met de dom, maar het grondplan en het interieur onderscheiden zich beduidend van het genoemde voorbeeld. De ramen van de kerk werden in 18998-1901 gemaakt door de kunstenaar Fritz Geiges.
Om de kerk heen kwam bebouwing in de stijl van het historisme. Op de westelijke zijde de pastorie en daarnaast en op de noordzijde scholen. Tegelijkertijd met de voltooiing van de Johanneskerk kwam ook de in de buurt gebouwde protestantse Christuskerk gereed.

## Patrocinium
Er werd voor het patrocinium Johannes de Doper gekozen, omdat de stad op zijn feestdag de bouwgrond definitief ter beschikking stelde.

## De voormalige Noodhelperskapel
In de Johanneskerk bevindt zich een oud schilderij met een voorstelling van de veertien noodhelpers. Het stamt, evenals als twee barokke beelden en een middeleeuwse Madonna, uit de niet meer bestaande Noodhelperskapel. Deze Noodhelperskapel stond vroeger in de buurt van de Johanneskerk.

## Orgel
Het orgel op de oostelijke galerij werd in 1981 door de orgelbouwer Metzler uit Dietikon, Zwitserland, gebouwd. Het instrument heeft 50 registers (3536 pijpen) verdeeld over drie manualen en pedaal. Naast de hoofdspeeltafel vervoegt het instrument ook over een continuo-speeltafel in de onderkas van het rugpositief. Deze speeltafel is onafhankelijk van de hoofdspeeltafel. Het instrument bezit mechanische speel- en registertracturen.